# All in My Head
"All in My Head (Flex)" is een nummer van de Amerikaanse muziekgroep Fifth Harmony samen met de rapper Fetty Wap. Het nummer kwam uit op 31 mei 2016 als de tweede single van het album 7/27, dat op 27 mei 2016 werd uitgebracht. "All in My Head (Flex)" werd voor het eerst gepromoot tijdens de Billboard Music Awards in 2016. 

## Videoclip
De bijhorende videoclip is geregisseerd door Director X en verscheen op 23 juni 2016. 

## Hitnoteringen

### Nederlandse Top 40
| Positie: | 28 | 26 | 26 | 24 | 33 | 33 | 33 | 39 | 40 | uit |

### NederlandseSingle Top 100
| Hitnotering: 16-07-2016 t/m 22-10-2016 | Hitnotering: 16-07-2016 t/m 22-10-2016 | Hitnotering: 16-07-2016 t/m 22-10-2016 | Hitnotering: 16-07-2016 t/m 22-10-2016 | Hitnotering: 16-07-2016 t/m 22-10-2016 | Hitnotering: 16-07-2016 t/m 22-10-2016 | Hitnotering: 16-07-2016 t/m 22-10-2016 | Hitnotering: 16-07-2016 t/m 22-10-2016 | Hitnotering: 16-07-2016 t/m 22-10-2016 | Hitnotering: 16-07-2016 t/m 22-10-2016 | Hitnotering: 16-07-2016 t/m 22-10-2016 | Hitnotering: 16-07-2016 t/m 22-10-2016 | Hitnotering: 16-07-2016 t/m 22-10-2016 | Hitnotering: 16-07-2016 t/m 22-10-2016 | Hitnotering: 16-07-2016 t/m 22-10-2016 | Hitnotering: 16-07-2016 t/m 22-10-2016 | Hitnotering: 16-07-2016 t/m 22-10-2016 |
| Week:                                  | 1                                      | 2                                      | 3                                      | 4                                      | 5                                      | 6                                      | 7                                      | 8                                      | 9                                      | 10                                     | 11                                     | 12                                     | 13                                     | 14                                     | 15                                     |                                        |
| -------------------------------------- | -------------------------------------- | -------------------------------------- | -------------------------------------- | -------------------------------------- | -------------------------------------- | -------------------------------------- | -------------------------------------- | -------------------------------------- | -------------------------------------- | -------------------------------------- | -------------------------------------- | -------------------------------------- | -------------------------------------- | -------------------------------------- | -------------------------------------- | -------------------------------------- |
| Positie:                               | 99                                     | 67                                     | 56                                     | 53                                     | 52                                     | 46                                     | 44                                     | 42                                     | 44                                     | 45                                     | 43                                     | 54                                     | 54                                     | 69                                     | 99                                     | uit                                    |

### NederlandseMega Top 50
| Hitnotering: 23-07-2016 t/m 13-08-2016 | Hitnotering: 23-07-2016 t/m 13-08-2016 | Hitnotering: 23-07-2016 t/m 13-08-2016 | Hitnotering: 23-07-2016 t/m 13-08-2016 | Hitnotering: 23-07-2016 t/m 13-08-2016 | Hitnotering: 23-07-2016 t/m 13-08-2016 |
| Week:                                  | 1                                      | 2                                      | 3                                      | 4                                      |                                        |
| -------------------------------------- | -------------------------------------- | -------------------------------------- | -------------------------------------- | -------------------------------------- | -------------------------------------- |
| Positie:                               | 48                                     | 38                                     | 44                                     | 46                                     | uit                                    |